# Південні 24 паргани
Південні 24 паргани (англ. South 24 Parganas, бенг. দক্ষিণ চব্বিশ পরগণা জেলা) — округ в індійському штаті Західна Бенгалія. Утворений в 1986 році. Розташований на півдні Західної Бенгалії, в регіоні Сундарбан. Адміністративний центр округу — Аліпур. На півночі межує з округом Колката, на північному сході і сході — з округом Північні 24 паргани, на заході і північному заході — з округами Хаура і Східний Міднапур. Південна частина округу омивається водами Індійського океану.